# Jermaine Marshall
Jermaine Marshall (Goldsboro, Pensilvania; 7 de noviembre de 1990-Nantes, 18 de enero de 2019) fue un baloncestista estadounidense que perteneció a la plantilla del Nantes Basket Hermine de la liga Pro B francesa. Con 1,93 metros de estatura, jugaba en la posición de escolta.

## Trayectoria deportiva

### Universidad
Jugó tres temporadas con los Nittany Lions de la Universidad Estatal de Pensilvania, en las que promedió 9,8 puntos, 3,2 rebotes y 1,4 asistencias por partido.
La temporada sénior la jugó en los Sun Devils de la Universidad Estatal de Arizona, en la que promedió 15,1 puntos y 3,1 rebotes por partido, el quinto mejor anotador de la Pac-12 Conference esa temporada.

### Profesional
Tras no ser elegido en el Draft de la NBA de 2014, disputó las Ligas de Verano de la NBA con los Houston Rockets, promediando 9,0 puntos y 1,2 robos de balón en los cuatro partidos que disputó. En el mes de julio firmó su primer contrato profesional con el Novipiù Casale Monferrato de la Serie A2 italiana, equipo con el que disputó una temporada como titular, en la que promedió 14,7 puntos y 4,3 rebotes por partido.
Su temporada siguiente estuvo marcada por dos fichajes frustrados sin llegar a debutar. En agosto de 2015 firmó con el Le Mans Sarthe Basket de la Pro A francesa, pero fue cortado un mes después antes del comienzo de la competición. Dos días después fichó por el Atomerőmű SE húmgaro, pero nuevamente es cortado una semana más tarde sin llegar a debutar. No fue hasta enero de 2016 hasta que regresó a las canchas al firmar con el A.E. Neas Kīfisias griego, Allí protagonizó uno de los errores más grandes del baloncesto en Grecia en los últimos años, tras meterse una autocanasta que llevaba el partido a la prórroga contra el Aris BC, y que acabó perdiendo, y precipitando su salida del club.
La temporada siguiente la comenzó en el Apollon Limassol BC chipriota, donde en nueve partidos promedió 14,6 puntos y 5,5 rebotes, para firmar en diciembre de 2016 con el Forward Lease Rotterdam holandés. Allí disputó catorce partidos, en los que promedió 17,8 puntos y 7,2 rebotes.
En 2017 firmó por el Helsinki Seagulls de la Korisliiga de Finlandia, donde jugó la temporada completa como titular, promediando 17,8 puntos y 3,6 rebotes por partido. En julio de 2018 firmó contrato con el Nantes Basket Hermine de la Pro B francesa.